# Vindeby Sogn
Vindeby Sogn 
ist eine ehemalige Kirchspielsgemeinde (dän.: Sogn) auf der Insel Lolland im südlichen Dänemark.
Bis 1970 gehörte sie zur Harde Lollands Nørre Herred im damaligen Maribo Amt, danach zur Ravnsborg Kommune im Storstrøms Amt, die im Zuge der  Kommunalreform zum 1. Januar 2007 in der Lolland Kommune in der Region Sjælland aufgegangen ist.
Im Kirchspiel lebten am 1. Oktober 2020 184 Einwohner.
Im Kirchspiel lag die Kirche „Vindeby Kirke“.
Nachbargemeinden waren im Westen Købelev Sogn, im Süden Herredskirke Sogn, im Südosten Løjtofte Sogn und im Osten Utterslev Sogn. Mit dem Købelev Sogn wurde Vindeby Sogn am 29. November 2020 zum Købelev-Vindeby Sogn zusammengelegt. Diese Zusammenlegung bezieht sich nur auf die kirchlichen Belange. In ihrer Eigenschaft als Matrikelsogne, also als Grundbuchbezirke der Katasterbehörde Geodatastyrelsen, wirken sich seit Abschaffung der Hardenstruktur 1970 solche Änderungen nicht mehr aus.

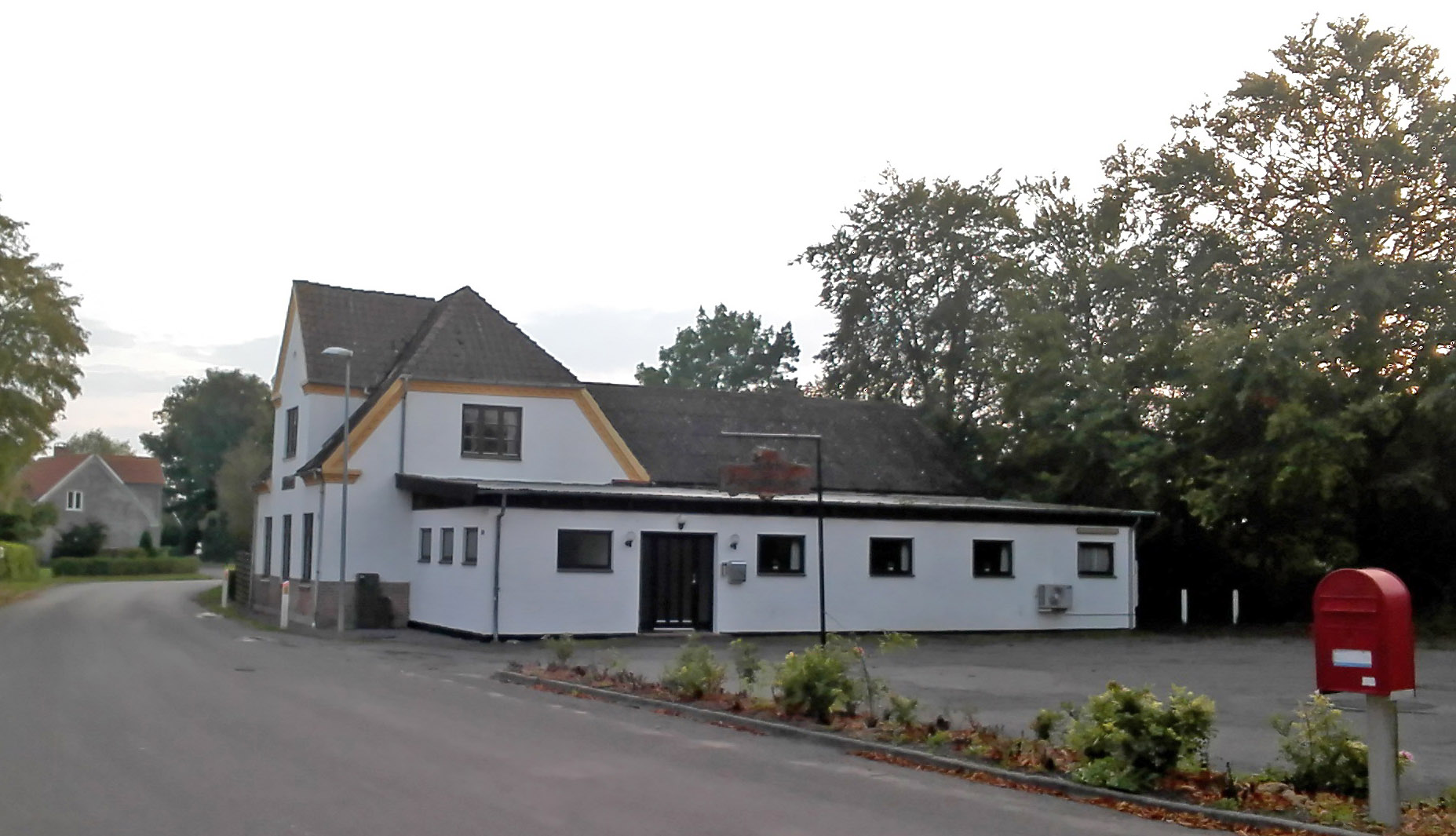
Ortsdurchfahrt (2017)

Das Dorf Vindeby ist international bekannt für den weltweit ersten Offshore-Windpark, der dort 1991 vor der Küste errichtet wurde und 25 Jahre lang etwa 2200 Haushalte mit elektrischer Energie versorgt hat.